# Adaílton Martins Bolzan
Adaílton (n. 24 ianuarie 1977, Santiago, Brazilia) este un fotbalist brazilian retras din activitate care a evoluat la echipa FC Vaslui pe postul de atacant. De asemenea este și un fost component al echipei naționale de tineret a Braziliei.

## Carieră
A debutat pentru FC Vaslui în Liga I pe 14 august 2010 într-un meci câștigat împotriva echipei FC Brașov.